# Хоенхорн
Хоенхорн (њем. Hohenhorn) општина је у њемачкој савезној држави Шлезвиг-Холштајн. Једно је од 131 општинског средишта округа Херцогтум Лауенбург. Према процјени из 2010. у општини је живјело 476 становника. Посједује регионалну шифру (AGS) 1053053, NUTS (DEF06) и LOCODE (DE HHS) код.

## Географски и демографски подаци
Хоенхорн се налази у савезној држави Шлезвиг-Холштајн у округу Херцогтум Лауенбург. Општина се налази на надморској висини од 68 метара. Површина општине износи 6,9 km². У самом мјесту је, према процјени из 2010. године, живјело 476 становника. Просјечна густина становништва износи 69 становника/km².